# Oncorhynchus clarkii
Oncorhynchus clarkii Richardson, 1836, comunemente indicata come trota iridea golarossa (cutthroat trout in inglese), è una specie di pesci della famiglia Salmonidae nativa delle fredde acque dei fiumi che sfociano nell'Oceano Pacifico, delle Montagne Rocciose e del Gran Bacino in Nord America. La specie appartiene al genere Oncorhynchus ed è una delle specie di trota del Pacifico, un gruppo che include la trota arcobaleno (o trota iridea propriamente detta) ampiamente diffusa. La trota iridea golarossa è conosciuta nella pesca a scopo ricreativo, soprattutto tra i pescatori con canna fissa che praticano la pesca con la mosca. Il nome comune "golarossa" si riferisce alla colorazione rossa distintiva sul lato inferiore della mascella inferiore. Il nome specifico clarkii è stato dato in onore dell'esploratore William Clark, co-leader della spedizione di Lewis e Clark.
La trota iridea golarossa generalmente abita e depone le uova in fiumi piccoli o moderatamente grandi, limpidi, ben ossigenati, poco profondi con fondali di ghiaia. Si riproduce anche in laghi limpidi, freddi, moderatamente profondi. È nativa dei ruscelli che scorrono su terreni alluvionali o rocce sedimentarie che sono i tipici affluenti dei fiumi del bacino del Pacifico, del Gran Bacino e delle Montagne Rocciose. La trota iridea golarossa depone le uova in primavera e si può inavvertitamente ma naturalmente ibridare con la trota arcobaleno (o trota iridea propriamente detta), dando origine a individui ancora in grado di riprodursi. Alcune popolazioni di trota iridea golarossa della costa (Oncorhynchus clarkii clarkii) sono semi-andarome.
Molte sottospecie della trota iridea golarossa, attualmente, sono elencate come specie a rischio nei loro territori nativi a causa della distruzione dell'habitat e dell'introduzione di specie non autoctone. Due sottospecie, Oncorhynchus clarkii alvordensis e Oncorhynchus clarkii macdonaldi, sono considerate estinte. La trota iridea golarossa viene allevata in vivai di pesce per ripristinare la popolazione nei suoi territori nativi ed anche in ambienti lacustri non nativi per supportare la pesca. La specie della trota iridea golarossa e numerose sottospecie sono elencate nelle liste ufficiali di stato dei pesci in molti stati occidentali degli Stati Uniti.